# Paradinha Nova

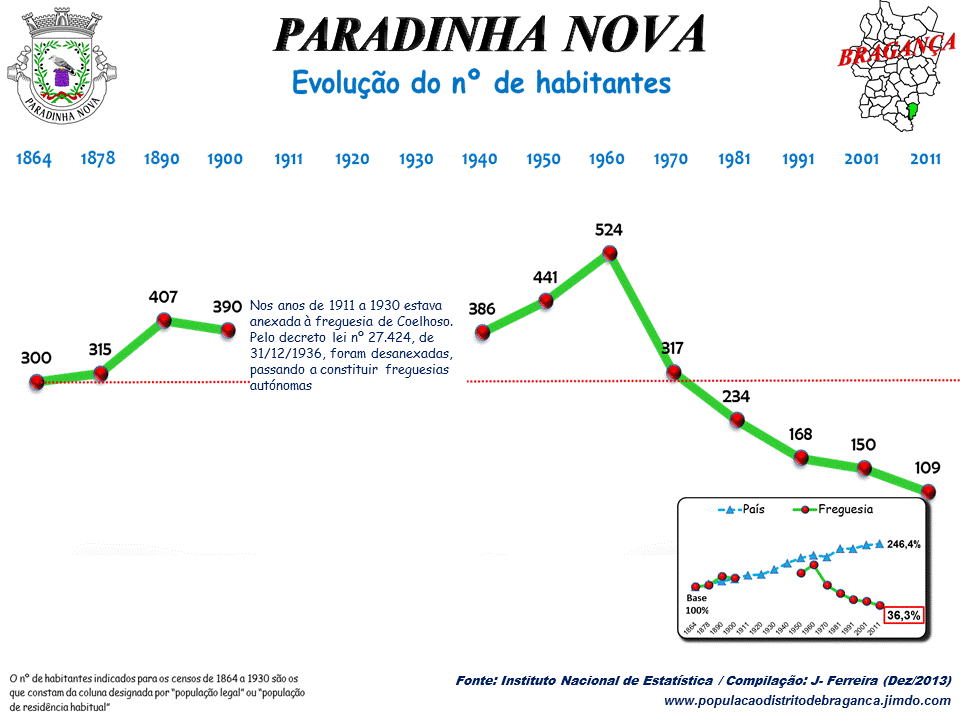

Paradinha Nova fut une freguesia portugaise du concelho de Bragance, qui avait une superficie de 15,95 km2 pour une densité de population de 6,8 hab/km2 avec 109 habitants en 2011.
Elle disparut en 2013, dans l'action d'une réforme administrative nationale, ayant fusionné avec les freguesias de Izeda et de Calvelhe pour former une nouvelle freguesia nommée União das Freguesias de Izeda, Calvelhe e Paradinha Nova.